# Station Juszczyn
Station Juszczyn is een spoorwegstation in de Poolse plaats Juszczyn.